# Geographica

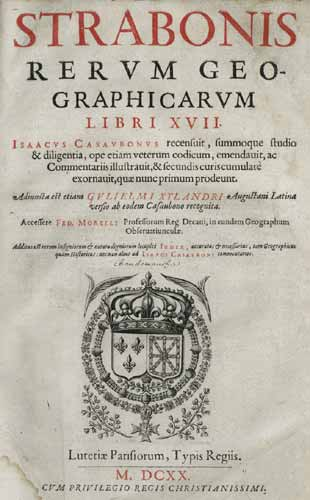
Một trang Geographica từ ấn bản 1620 của Isaac Casaubon. Các số trang có tiền tố C hiện đang được sử dụng làm tham chiếu văn bản chuẩn. Có 840 trang. Phù hiệu áo giáp (coat of arms) là vinh danh của vua Louis XIII nước Pháp.

Geographica (tiếng Hy Lạp cổ đại: Γεωγραφικά, Geōgraphiká), hoặc Geography (Địa lý), là một bách khoa toàn thư về kiến thức địa lý, bao gồm 17 'quyển' (tập), viết bằng tiếng Hy Lạp của Strabo, một công dân có học thức của Đế quốc Roma gốc Hy Lạp.
Công trình có thể đã được bắt đầu từ trước năm 20 trước Công nguyên. Một ấn bản đầu tiên đã được xuất bản vào năm 7 trước Công nguyên. Theo sau một khoảng trống, và việc nối lại công việc với một ấn bản cuối cùng không muộn hơn năm 23 AD trong năm cuối cùng của cuộc đời Strabo. Strabo có lẽ đã làm việc trên Địa lý của mình và hiện tại đã mất tích Lịch sử đồng thời vì Địa lý có chứa một lượng dữ liệu lịch sử đáng kể. Công trình hoàn chỉnh được biết đến, ngoại trừ các phần của Quyển 7 chưa hoàn thiện.